# Landkreis Lindau (Bodensee)
Landkreis Lindau (Bodensee) – powiat w Niemczech, w kraju związkowym Bawaria, w rejencji Szwabia, w regionie Allgäu.
Siedzibą powiatu jest miasto Lindau (Bodensee).

## Geografia
Południowo-zachodnią granicę powiatu stanowi Jezioro Bodeńskie (około 16 km) a południową granica z Austrią. Na wschodzie swój początek mają Alpy Algawskie.

## Historia
Miasto Lindau (Bodensee) w XIII wieku było Wolnym miastem Rzeszy (niem. Freie Reichsstadt) w ramach Świętego Cesarstwa Rzymskiego. Tereny wokół Lindau (Bodensee) były własnością klasztorów lub hrabiów. Gdy francuskie wojska Napoleona wkroczyły na ten obszar, miasto straciło status wolnego miasta. W 1806 zostało przyłączone do Bawarii.

## Herb
- Biało-niebieska szachownica oznacza przynależność do Bawarii.
- Lipa (niem. Linde) symbolizuje Lindau (Bodensee).
- Znak hrabiów Montfort
- Niebieska wstęga oznacza Jezioro Bodeńskie.

## Transport
Na terenie powiatu znajduje się osiem stacji kolejowych oraz jedno lądowisko. Ze względu na położenie trzech gmin nad Jeziorem Bodeńskim funkcjonują również porty w: Lindau (Bodensee), Wasserburg (Bodensee) oraz Lindau-Schachen. Przez teren powiatu przebiegają: autostrada A96 (E43, E54, około 8 km z trzema zjazdami), drogi 12, 31 (E54), 32 oraz 308.

## Podział administracyjny
W skład powiatu wchodzą:
- dwie gminy miejskie (Stadt)
- trzy gminy targowe (Markt)
- 14 gmin wiejskich (Gemeinde)
- trzy wspólnoty administracyjne (Verwaltungsgemeinschaft)

Miasta:
| Lp. | Nazwa miasta         | Ludność (31.12.2013) | Powierzchnia km² |
| --- | -------------------- | -------------------- | ---------------- |
| 1   | Lindau (Bodensee)    | 24 560               | 33,18            |
| 2   | Lindenberg im Allgäu | 10 963               | 11,85            |

Gminy targowe:
| Lp. | Nazwa gminy targowej | Ludność (31.12.2013) | Powierzchnia km² |
| --- | -------------------- | -------------------- | ---------------- |
| 1   | Heimenkirch          | 3628                 | 21,23            |
| 2   | Scheidegg            | 4118                 | 27,40            |
| 3   | Weiler-Simmerberg    | 6115                 | 31,30            |

Gminy wiejskie:
| Lp. | Nazwa gminy           | Ludność (31.12.2013) | Powierzchnia km² |
| --- | --------------------- | -------------------- | ---------------- |
| 1   | Bodolz                | 2966                 | 3,03             |
| 2   | Gestratz              | 1228                 | 15,07            |
| 3   | Grünenbach            | 1456                 | 25,12            |
| 4   | Hergatz               | 2397                 | 18,81            |
| 5   | Hergensweiler         | 1822                 | 12,06            |
| 6   | Maierhöfen            | 1583                 | 17,50            |
| 7   | Nonnenhorn            | 1689                 | 1,96             |
| 8   | Oberreute             | 1583                 | 13,49            |
| 9   | Opfenbach             | 2320                 | 16,79            |
| 10  | Röthenbach (Allgäu)   | 1664                 | 14,96            |
| 11  | Sigmarszell           | 2865                 | 16,01            |
| 12  | Stiefenhofen          | 1788                 | 28,96            |
| 13  | Wasserburg (Bodensee) | 3581                 | 6,34             |
| 14  | Weißensberg           | 2613                 | 7,84             |

Wspólnoty administracyjne:
| Lp. | Nazwa wspólnoty administracyjnej | Ludność (31.12.2013) | Powierzchnia km² | Liczba gmin |
| --- | -------------------------------- | -------------------- | ---------------- | ----------- |
| 1   | Argental                         | 5931                 | 73,27            | 4           |
| 2   | Sigmarszell                      | 7300                 | 35,97            | 3           |
| 3   | Stiefenhofen                     | 3371                 | 42,45            | 2           |

## Polityka

### Landrat
- 1972–1996: Klaus Henninger (CSU)
- 1996–2002: Manfred Bernhardt (CSU)
- 2002–2008: Eduard Leifert (SPD)
- od 2008: Elmar Stegmann (CSU)

### Kreistag
|                          |                          | 2002   | 2002    | 2002   | 2008   | 2008   | 2008   |
| miejsca                  | %                        | głosy  | miejsca | %      | głosy  |        |        |
| ------------------------ | ------------------------ | ------ | ------- | ------ | ------ | ------ | ------ |
|                          | CSU                      | 27     | 44,6%   | 15 310 | 25     | 41,0%  | 13 412 |
|                          | SPD                      | 12     | 19,5%   | 6700   | 9      | 14,6%  | 4789   |
|                          | Zieloni                  | 5      | 9,2%    | 3162   | 7      | 11,7%  | 3818   |
|                          | FW                       | 11     | 17,7%   | 6071   | 13     | 21,5%  | 7047   |
|                          | Freie Bürgerschaft       | 3      | 4,8%    | 1651   | 4      | 6,8%   | 2221   |
|                          | ödp                      | 2      | 4,2%    | 1441   | 2      | 4,4%   | 1427   |
|                          |                          | 60     | 100%    | 34 335 | 60     | 100%   | 32 714 |
| uprawnieni do głosowania | uprawnieni do głosowania | 58 248 | 58 248  | 58 248 | 61 482 | 61 482 | 61 482 |
| głosy ważne              | głosy ważne              | 34 335 | 34 335  | 34 335 | 32 714 | 32 714 | 32 714 |
| głosy nieważne           | głosy nieważne           | 1242   | 1242    | 1242   | 1508   | 1508   | 1508   |
| frekwencja               | frekwencja               | 61,1%  | 61,1%   | 61,1%  | 55,7%  | 55,7%  | 55,7%  |